# Pachliopta mariae
Pachliopta mariae is een vlinder uit de familie van de pages (Papilionidae). De wetenschappelijke naam van de soort is voor het eerst geldig gepubliceerd in 1878 door Semper.